# Залозно
Залозно — деревня в Чагодощенском районе Вологодской области.
Входит в состав Мегринского сельского поселения, с точки зрения административно-территориального деления — в Мегринский сельсовет.
Расположена на правом берегу реки Чагодоща. Расстояние по автодороге до районного центра Чагоды — 22 км, до центра муниципального образования деревни Мегрино — 6 км. Ближайшие населённые пункты — Горка, Кочубино, Мегрино.
По переписи 2002 года население — 33 человека (15 мужчин, 18 женщин). Преобладающая национальность — русские (76 %).